# Wyżnia Upłaziańska Rówień

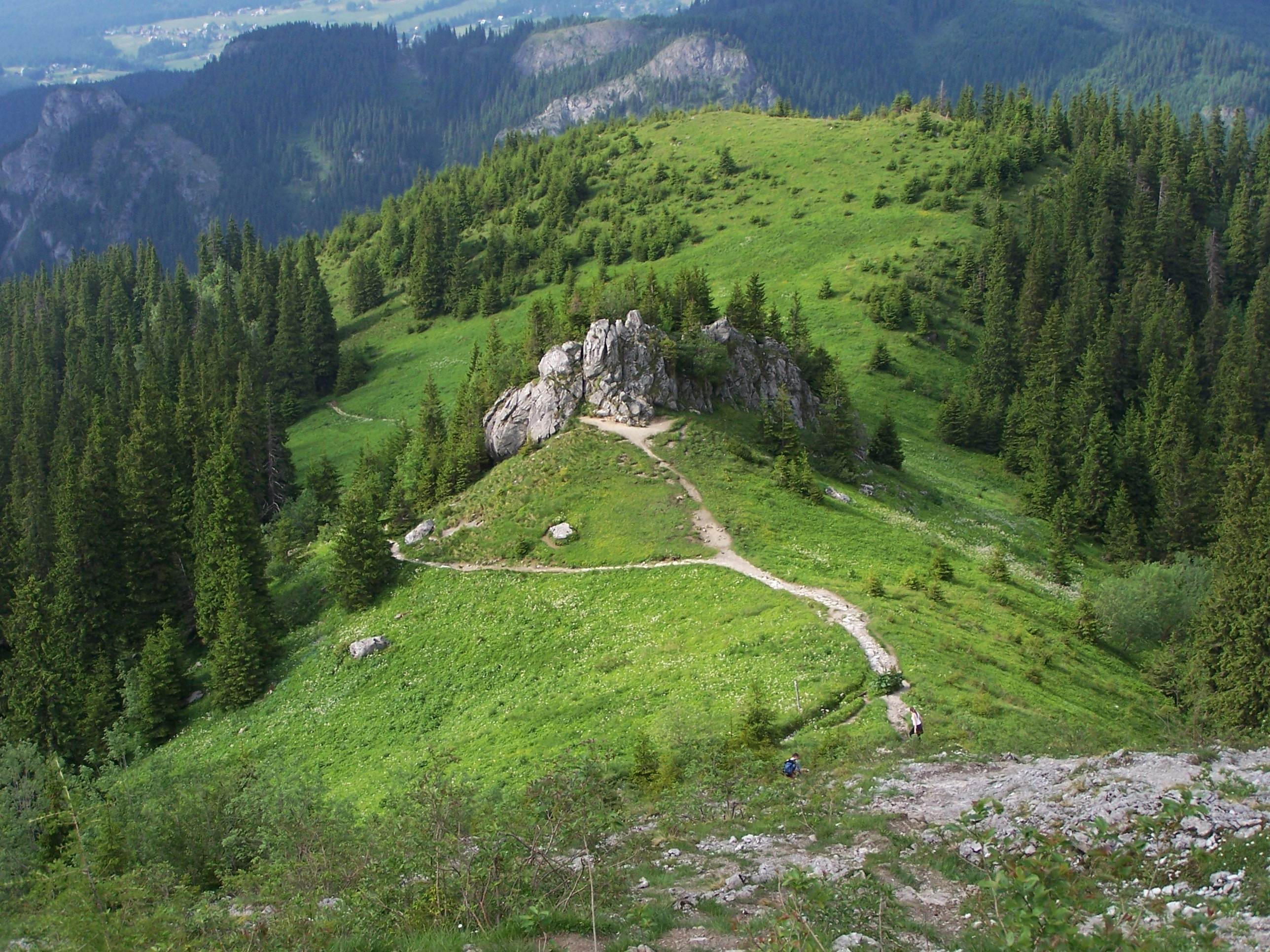
Wyżnia Upłaziańska Rówień i Piec

Wyżnia Upłaziańska Rówień (ok. 1430-1445 m n.p.m.) – niewielki, względnie równy obszar w dolnej części północno-zachodniej grani Ciemniaka w Tatrach Zachodnich, znajdujący się pomiędzy Upłaziańską Kopką a Piecem. Dawniej były to tereny intensywnie wypasane, należące do Hali Upłaz. Na zachodnich stokach tego grzbietu, poniżej równi, znajduje się oddzielona pasem lasu polana Upłaz. Po zaprzestaniu wypasu zarówno rówień, jak i polana stopniowo zarastają lasem. Według danych z opracowania pt. „Pasterstwo Tatr Polskich i Podhala” (t. VI - mapa) w 1956 r. stał tu samotny szałas, który jednak w 1975 r. już nie istniał.